# Манобан, Лиса
Лали́са Маноба́н (тайск. ลลิษา มโนบาล); при рождении Пранприя Манобан (тайск. ปราณปรียา มโนบาล; род. 27 марта 1997, Бурирам или Таиланд, Таиланд), более известная как Ли́са (тайск. ลิซ่า, кор. 리사, Риса), — тайская певица, танцовщица и рэпер. Является самой младшей участницей южнокорейской гёрл-группы Blackpink, сформированной в 2016 году лейблом YG Entertainment.
Лиса дебютировала сольно с сингловым-альбомом Lalisa в сентябре 2021 года. За неделю выпуска альбома в Республике Корея было продано более 736 000 копий, что сделало её первой исполнительницей, сделавшей это. Музыкальный видеоклип одноимённого сингла набрал 73,6 миллиона просмотров на YouTube за первые 24 часа после его выпуска, став самым просматриваемым музыкальным видео сольного исполнителя на платформе за первые 24 часа.

## Детство. Образование
Лалиса Манобан родилась 27 марта 1997 года в провинции Бурирам, Таиланд. С детства интересовалась танцами и даже состояла в танцевальной группе. Она и её друг детства Бэм-Бэм из группы GOT7 танцевали в одной команде — «We Zaa cool». Они вместе проходили прослушивание для программы LG, которое спонсировало JYP Entertainment в Таиланде в 2009 году. Их танцевальная команда заняла 2 место в январе 2010 года. Призом для 2 места был месяц стажировки в JYP, который получил Бэм-Бэм. На тот момент им было 12—14 лет. Помимо знания тайского языка, Лиса свободно говорит на корейском и английском языках, а также знает базовые японский и китайский языки.

## Карьера

### 2011—2015: Начало карьеры

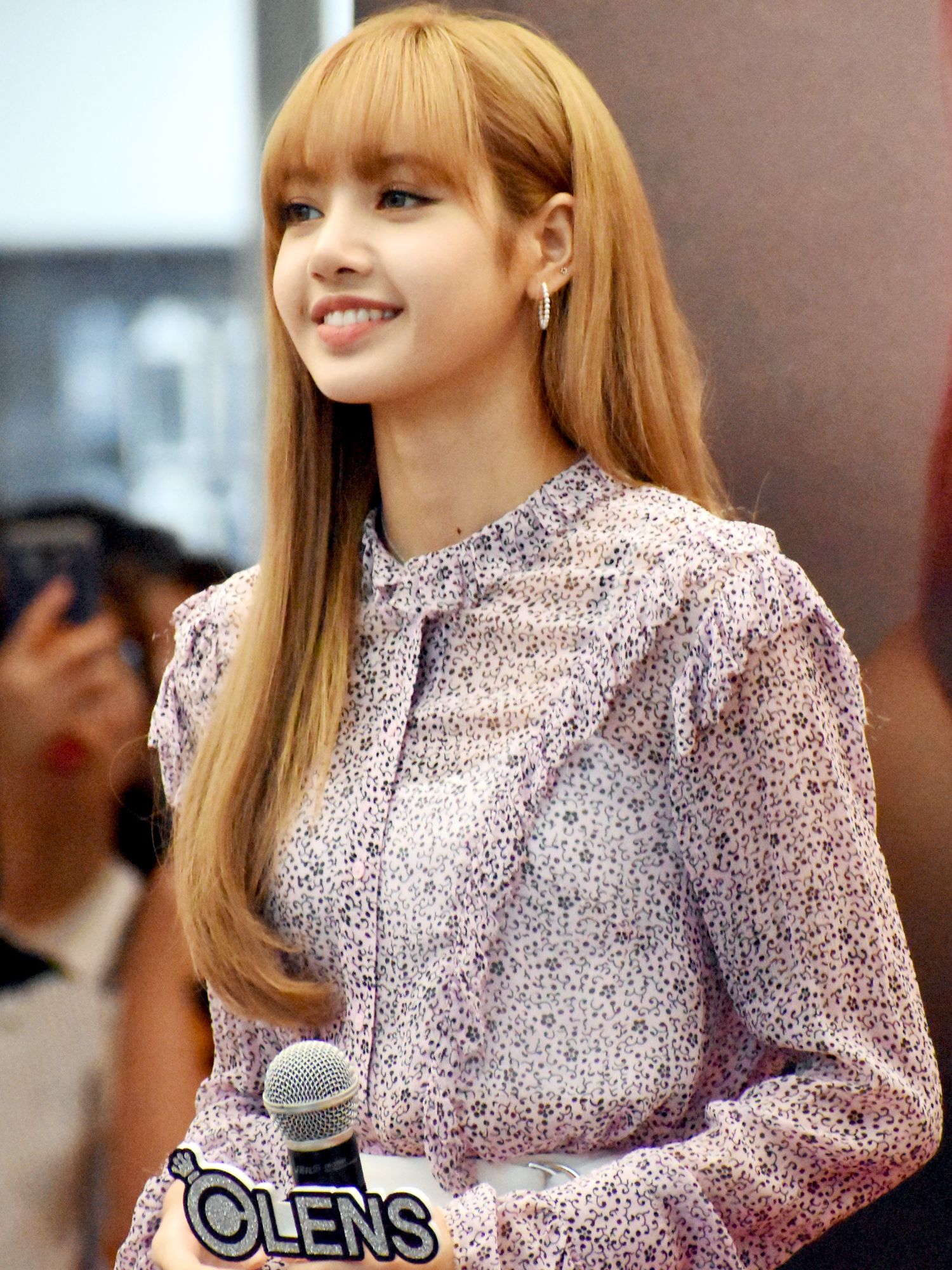
Лиса на фансайне, август 2018

Следующий шанс Лиса получила в 2011 году, когда YG Entertainment впервые проводили прослушивание в Таиланде. Лиса представила видеозапись танца. Так она стала одной из 30 потенциальных стажеров, которых пригласили после прослушивания вживую. Она стала первым стажёром-иностранкой с момента основания компании.
В 2012 году Лиса появилась в видео «Who’s That Girl?». В 2014 году снялась в клипе Тхэяна «Ringa Linga».
Лиса также работала в качестве модели для бренда молодёжной одежды «NONA9ON», который принадлежит YG и Samsung C & T Fashion, наряду с B.I и BOBBY из Ikon.

### 2016—2021: Дебют в Blackpink

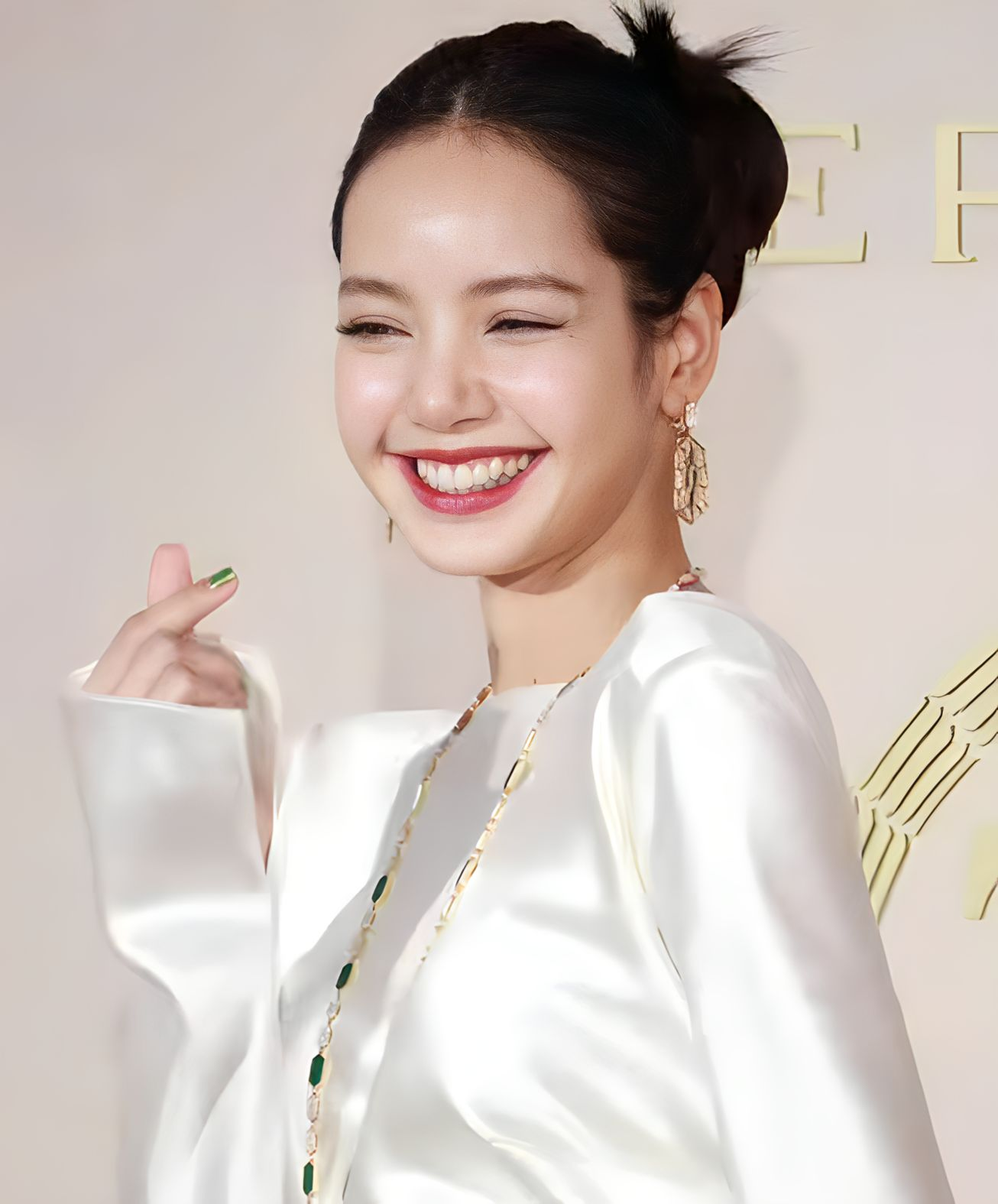
Лиса, июнь 2023

8 июня 2016 года YG Entertainment представил тизер-фото Лисы как участницы новой женской группы Blackpink — первой со времён дебюта 2NE1 в 2009 году. В конце июня были опубликованы уже общие тизеры с остальными участницами — Джису, Дженни и Розэ. На пресс-конференции в день дебюта основатель YG, Ян Хёнсок, объявил, что лидера в группе нет, так как «все участницы подошли бы на эту роль, и выбрать очень сложно». Лиса заняла позиции главного танцора, ведущего репера и макнэ. Дебют Blackpink состоялся 8 августа 2016 года, когда вышли два сингл-альбома — Square One и Square Two.
21 сентября 2018 года Лиса была приглашена в военно-развлекательную программу Real Man 300 в качестве постоянного участника шоу в рамках выпуска Корейской армейской академии. Шоу стало её первой постоянной ролью в телевизионной программе с момента дебюта. Её внешность принесла ей неофициальную награду «Персонаж года» на церемонии вручения наград MBC Entertainment Awards 2018. 5 ноября она открыла свой канал на YouTube Lilifilm Official, посвященный путешествиям и образу жизни. По состоянию на ноябрь 2021 года у неё более 9 миллионов подписчиков. В марте 2020 года Лиса была в качестве наставника по танцам в шоу на выживание китайской женской группы Youth With You Season 2.

### 2021—настоящее время: Сольная деятельность
В сентябре 2021 года вышел сольный сингл-альбом Лисы, получивший название Lalisa по её настоящему имени. Он состоял из двух песен, одноимённой и «Money». Альбом побил рекорд по предзаказам, ранее установленный альбомом Розэ R. Через несколько часов после релиза альбом достиг вершины чарта ITunes World и чартов Itunes 72 стран. Сами синглы побили ряд рекордов, в частности по просмотрам на YouTube и по прослушиваниям в Spotify, а также дважды попали в книгу рекордов Гиннеса. Отзывы же альбом получил смешанные.
В следующем же месяце в сети появился сингл «SG», совместная работа с DJ Snake при участии пуэрто-риканского певца Осуны и американской рэперши Megan Thee Stallion.
В декабре 2023 года Лиса продлила контракт с YG Entertainment, который предусматривал её участие только в групповой деятельности Blackpink. В феврале 2024 года она объявила о создании собственного лейбла Lloud. В апреле было объявлено о подписании контракта с RCA Records. 28 июня 2024 года выпустила сингл «Rockstar».
В начале 2025 года дебютировала в качестве актрисы в третьем сезоне сериала «Белый лотос» на HBO.

## Вклад и влияние
В 2016 году выиграла в голосовании «Какая участница женской группы ваша новая любовь?» на сайте Mwave. В 2018 году Лиса получила премию «Человек года» в Таиланде. В январе 2019 года Лиса стала музой французского люксового бренда Celine. Также этот бренд подарил ей сумку, произведенную всего в трёх экземплярах, такие же сумки есть у Анджелины Джоли и Леди Гаги.
В марте 2019 года Лиса стала новым бренд-ведущим для AIS Thailand. В октябре того же года она стала рекламным лицом для филиппинского бренда одежды Penshoppe. В ноябре Лиса стала лицом корейского бренда косметики Moonshot, который она активно продвигает и ежегодно проводит фансайты в Таиланде.
В 2020 году Лиса стала послом бренда Bulgari в Корее. Является первым и единственным глобальной представительницей бренда Celine. В октябре 2020 года стало известно, что Лалиса стала глобальным послом бренда MAC.

## Благотворительность
8 апреля 2019 года Лиса вместе с другими участницами Blackpink пожертвовали 40 миллионов вон в пользу Ассоциации моста надежды, Национальной помощи жертвам стихийных бедствий в Республике Корея.
В сентябре 2019 года Лиса пожертвовала 100 000 бат ($3300) жертвам наводнения в Таиланде.
Лиса и её мама пожертвовали денежные средства для фонда «Let’s be Heroes Concert foundation» для запуска мобильного медицинского отделения, чтобы помочь нуждающимся пациентам получить кардиостимулятор.

## Дискография

### Сольные альбомы
| Название  | Детали                                                                               | Высшая позиция | Продажи                                  | Сертификация       |
| Название  | Детали                                                                               | KOR            | Продажи                                  | Сертификация       |
| --------- | ------------------------------------------------------------------------------------ | -------------- | ---------------------------------------- | ------------------ |
| Lalisa    | Выпущен: 10 сентября 2021 Компания: YG, Interscope Формат: CD, цифровая загрузка, LP | 1              | Республика Корея: 813,369 Китай: 797,265 | GAON: 2 × Platinum |
| Alter Ego | Выпущен: 28 февраля 2025 Компания: Lloud; RCA Формат: CD, цифровая загрузка          | TBA            | TBA                                      | TBA                |

### Сольные песни
| Название                                                                        | Год  | Высшая позиция в чартах | Высшая позиция в чартах | Высшая позиция в чартах | Высшая позиция в чартах | Высшая позиция в чартах | Высшая позиция в чартах | Высшая позиция в чартах | Высшая позиция в чартах | Высшая позиция в чартах | Высшая позиция в чартах | Продажи        | Сертификация  | Альбом |
| Название                                                                        | Год  | KOR                     | AUS                     | CAN                     | FRA                     | MAL                     | NZ                      | SGP                     | UK                      | US                      |                         | Продажи        | Сертификация  | Альбом |
| Название                                                                        | Год  | KOR                     | AUS                     | CAN                     | FRA                     | MAL                     | NZ                      | SGP                     | UK                      | US                      | WW                      | Продажи        | Сертификация  | Альбом |
| ------------------------------------------------------------------------------- | ---- | ----------------------- | ----------------------- | ----------------------- | ----------------------- | ----------------------- | ----------------------- | ----------------------- | ----------------------- | ----------------------- | ----------------------- | -------------- | ------------- | ------ |
| «Lalisa»                                                                        | 2021 | 64                      | 76                      | 42                      | 175                     | 1                       | —                       | 2                       | 68                      | 84                      | 2                       | США: 9,200     | —             | Lalisa |
| «Money»                                                                         | 2021 | —                       | 32                      | 37                      | 75                      | 1                       | 35                      | 2                       | 46                      | 90                      | 10                      | В мире: 15 400 | ZPAV: Золотой | Lalisa |
| «Rockstar»                                                                      | 2024 | —                       | 61                      | 51                      | 90                      | 1                       | —                       | 4                       | 49                      | 70                      | 4                       | В мире: 44,000 | н/д           | TBA    |
| Коллаборации                                                                    |      |                         |                         |                         |                         |                         |                         |                         |                         |                         |                         |                |               |        |
| «SG» (с DJ Snake, Ozuna и Megan Thee Stallion)                                  | 2021 | —                       | —                       | 86                      | 87                      | 17                      | —                       | 26                      | —                       | —                       | 19                      | В мире: 19,000 | SNEP: Золотой | —      |
| «—» означает, что песня не попала в чарт или не была выпущена в данном регионе. |      |                         |                         |                         |                         |                         |                         |                         |                         |                         |                         |                |               |        |

### Авторство
| Год  | Исполнитель                                 | Песня | Альбом | Текст | Музыка | Прим.  |
| ---- | ------------------------------------------- | ----- | ------ | ----- | ------ | ------ |
| 2021 | DJ Snake, Ozuna, Megan Thee Stallion и Лиса | «SG»  | —      | Yes   | Yes    | [ 60 ] |

## Фильмография

### Развлекательные шоу
| Год  | Название         | Роль                 | Примечание |
| ---- | ---------------- | -------------------- | ---------- |
| 2017 | Lisa Tv          | Участница            | Эпизод 3   |
| 2018 | Real Man 300     | Участница            | Эпизод 6   |
| 2020 | Youth With You   | Наставница по танцам | —          |
| 2021 | Youth With You 2 | Наставница по танцам | —          |

## Награды
22 ноября 2023 года король Карл III посвятил Лалису Манобан в почётные члены ордена Британской империи.

### Комментарии
1. ↑  «Lalisa» не попал в NZ Top 40 Singles Chart, но заняла девятую позицию в NZ Hot Singles[53].
2. ↑  «Money» не попал в Circle Digital Chart, но заняла 43-ю позицию в Download Chart[55].
3. ↑  «Rockstar» не попал в Circle Digital Chart, но заняла 46-ю позицию в Download Chart[57].